# Ian Ravenscroft
Ian Ravenscroft ist ein australischer Philosoph, der schwerpunktmäßig in den Bereichen Philosophie des Geistes, der Kognitionswissenschaft und der Moralpsychologie tätig ist. Er erlangte seinen PhD in Philosophie 1995 an der Research School of Social Sciences an der Australian  National University. Seit 2000 ist er an der Flinders University of South Australia beschäftigt, aktuell als Dozent (Senior Lecturer).
Im deutschen Sprachraum wurde sein Buch Philosophy of Mind: A Beginner's Guide in einer Übersetzung des Wittgenstein-Kenners Joachim Schulte publiziert, das eine gut verständliche und strukturierte Einführung in das aktuelle Themengebiet der Philosophie des Geistes darstellt.

## Schriften
- Recreative Minds: Imagination in Philosophy and Psychology (Oxford University Press, 2002), mit Gregory Currie, ISBN 0198238096
- Philosophie des Geistes: Eine Einführung (Stuttgart: Reclam, 2008), ISBN 3150184401